# Weichkäse

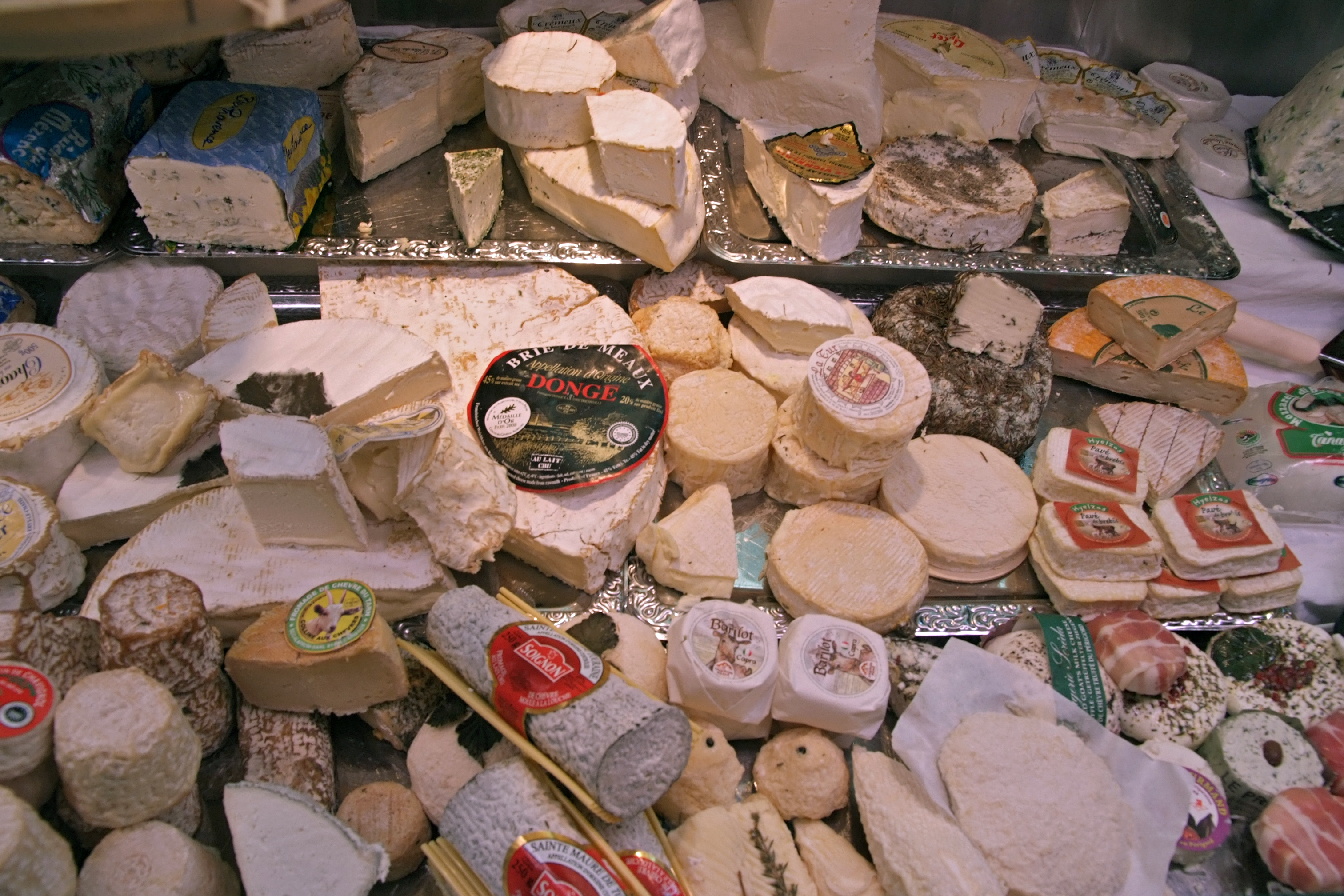
Verschiedene Sorten Weichkäse auf einem Marktstand

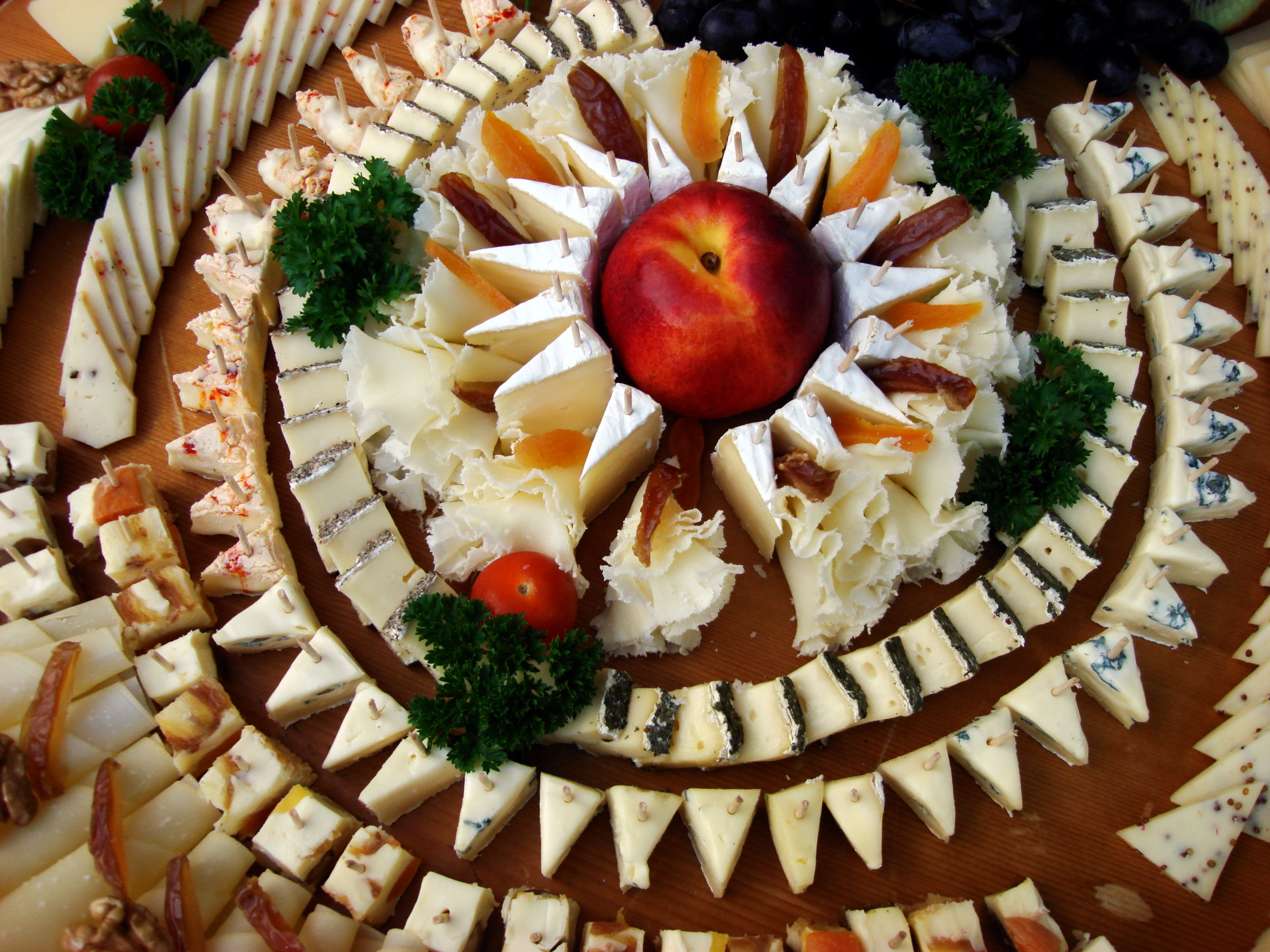
Apéroplatte mit Weichkäse

Weichkäse ist Käse, dessen Wasseranteil in der fettfreien Käsemasse mehr als 67 % beträgt. Weichkäse darf aus pasteurisierter Milch, thermisierter Milch und aus Rohmilch hergestellt werden. Weichkäse aus Rohmilch unterliegen nach EU-Recht besonders strengen Hygieneanforderungen.
Die Reifung des Weichkäses verläuft von außen nach innen. Bei höherer Temperatur läuft die Reifung schneller ab. Je reifer der Käse ist, desto mehr erlangt er die typische cremig-weiche Konsistenz.
Meist zeigen sie erst mit zunehmender Reife eine weiche Konsistenz, wobei sich oft ein fester Kern im Inneren des Teiges nur allmählich verliert.
Die Oberfläche von Weichkäse wird häufig mit einer Pilzkultur behandelt. Diese führt meist zur Bildung einer typischen weißen Schimmelschicht. Die Oberflächenflora von Weichkäse mit Schmiere wird vorwiegend mit Brevibacterium linens behandelt und ist daher mehr oder weniger feucht.
Mit der Einführung des Penicillium candidum züchtete man die heute als Camembertschimmel bezeichnete Schimmelkultur.
Bei den Weichkäsen unterscheidet man: Weichkäse mit Rotschmiere und Weichkäse mit Schimmel, die später von einer weißen Edelschimmelschicht überlagert wird.
Die Käse mit der Käserotflora, Rotschmierekäse genannt, haben ein gelbliches bis rotbraunes Äußeres. Bei einigen wächst durch die Rotschmiereoberfläche nach einiger Zeit weißer Schimmel; es bildet sich eine geschlossene Weißschimmelschicht, z. B. bei Rougette.
Das Durchschlagen von leicht grauen, kleinen Flecken beeinträchtigt nicht die Qualität des Käses. Erscheinen bei camembertähnlichem Käse leichte rote Flecken, so ist das ein Zeichen der Reifung des Käseteiges.
Weichkäse mit blauem Edelschimmel im Teig haben meist einen weißen Schimmelbelag und sind milder im Geschmack als Schnittkäse mit Blau- oder Edelschimmel. Man nennt sie oft Weiß-Blau-Käse.
Bekannte Sorten: Brie, Camembert, Coulommiers, Gorgonzola, Vacherin du Haut-Doubs